# 雅加达历史博物馆

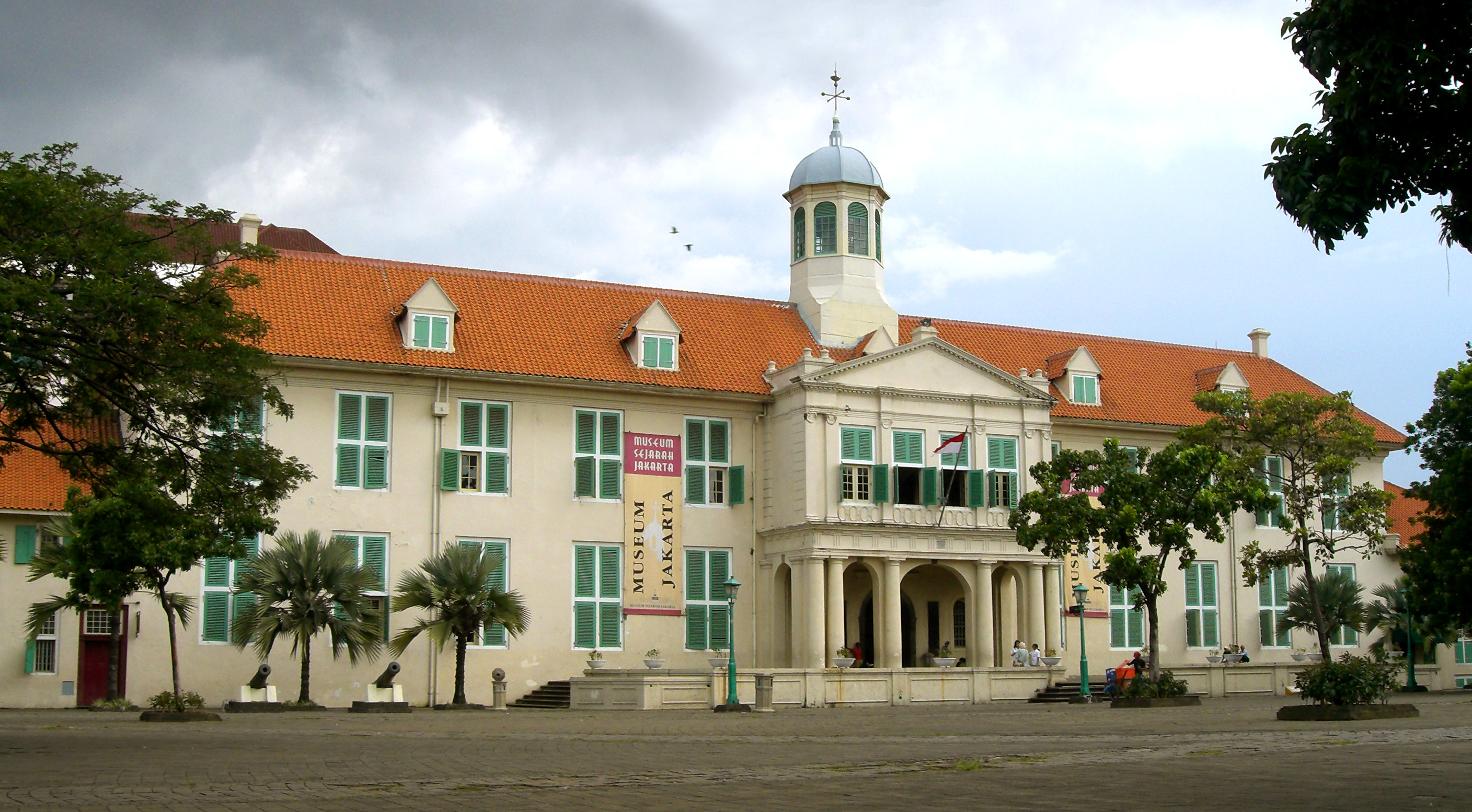
前巴达维亚市政厅，总督府，今雅加达历史博物馆

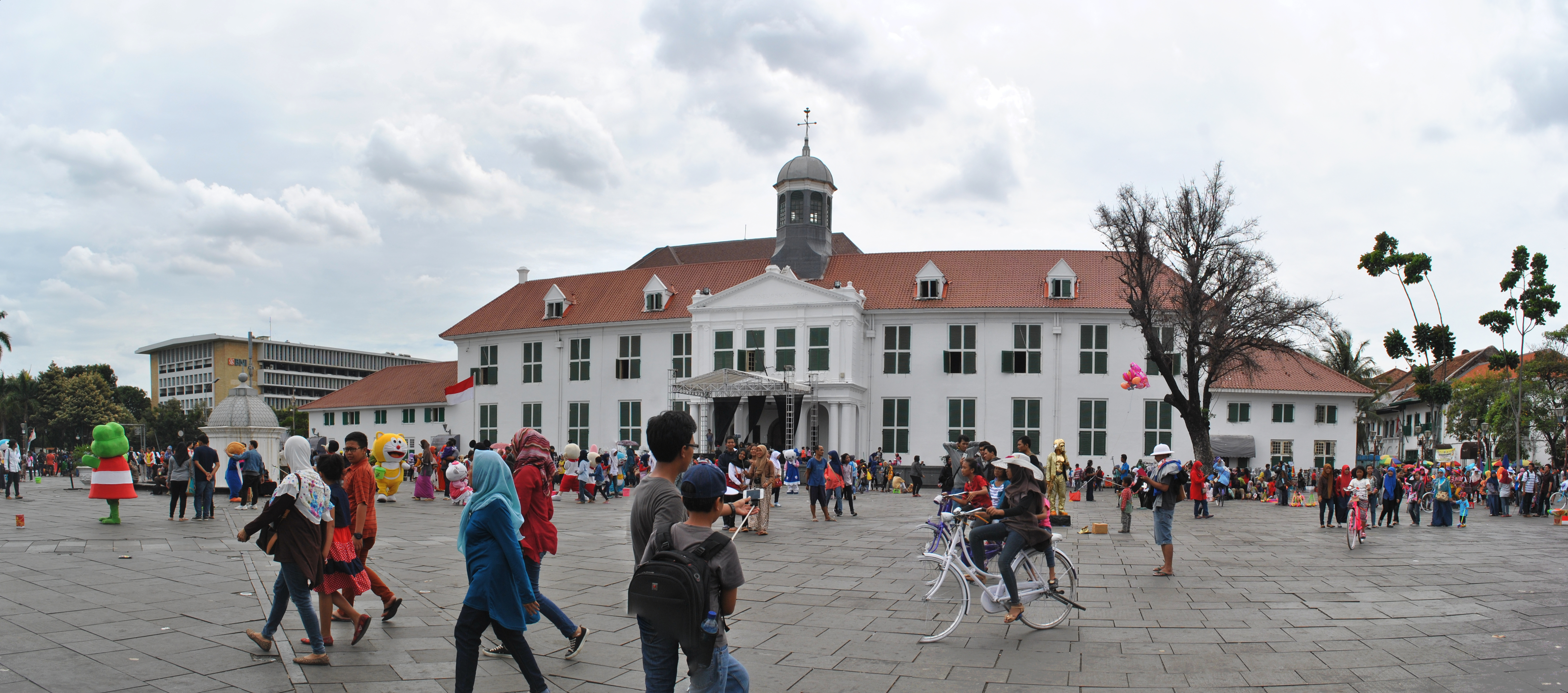
雅加达历史博物馆

雅加达历史博物馆（英語：Jakarta History Museum）是一座位于印度尼西亚雅加达老城的历史博物馆。

## 历史
该建筑修建于1710年，当时作为荷兰东印度公司殖民下的巴达维亚市政厅和总督府。1974年作为博物馆开馆，陈列着众多关于城市的文物，历史横跨从史前时期到1527年雅加达正式建城 ，再到16世纪后荷兰殖民时代，直到1945年印度尼西亚独立。

## 延伸阅读
- Lenzi, Iola. . Singapore: Archipelago Press. 2004: 200. ISBN 981-4068-96-9.
- Dinas Museum dan Sejarah.  [Brief History of Old Buildings in Jakarta]. Jakarta: Dinas Museum dan Sejarah Pemerintah Daerah Khusus Ibukota Jakarta. 1986 （印度尼西亚语）.